# Sint-Trudokerk (Wijchmaal)

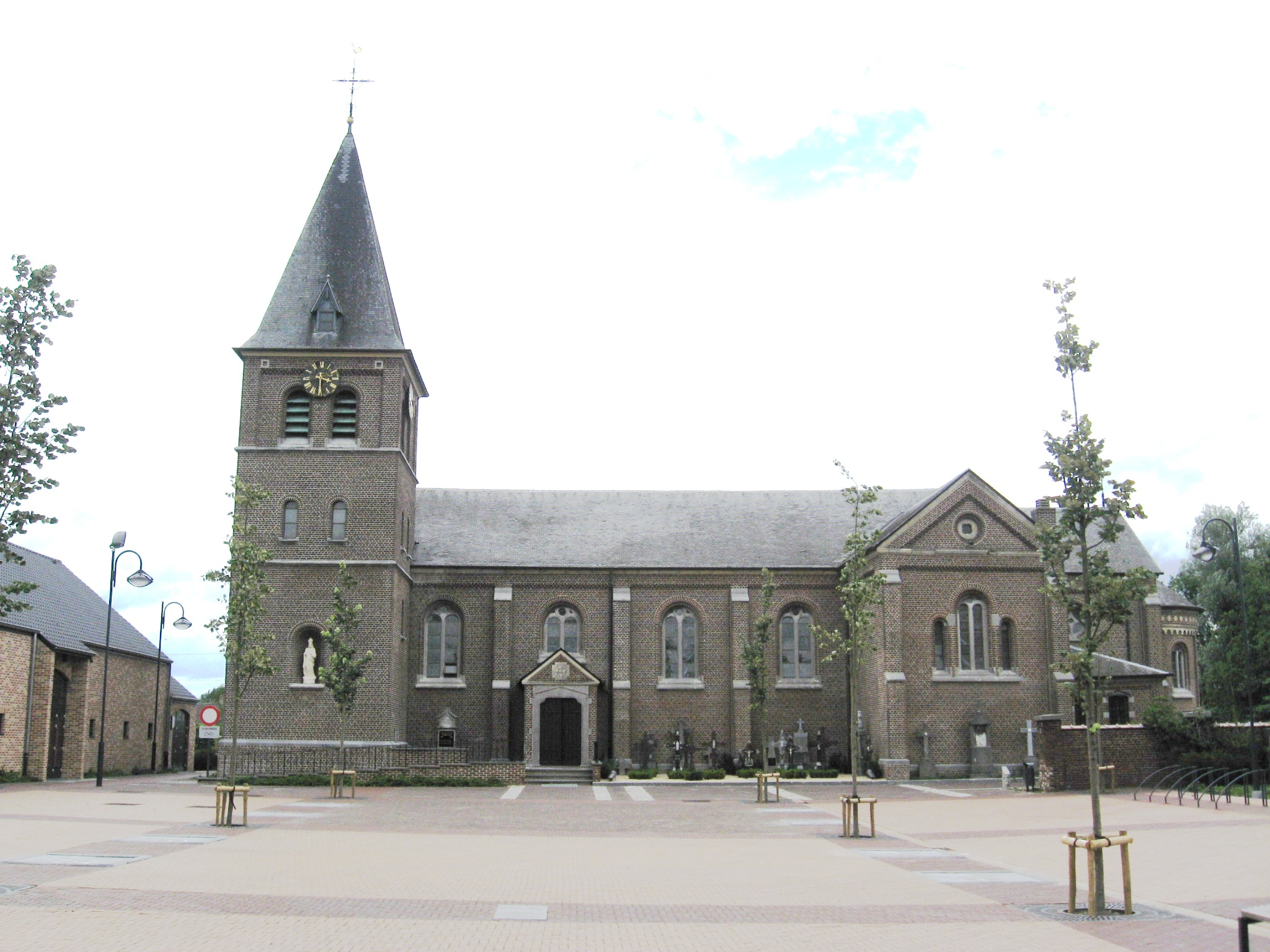
Sint-Trudokerk

De Sint-Trudokerk is de parochiekerk van Wijchmaal in de Belgische provincie Limburg. De kerk is gelegen aan de Sint-Trudostraat.

## Geschiedenis
In de 11e eeuw werd in opdracht van Abt Adelardus II van de Abdij van Sint-Truiden een kerk gebouwd, ofwel een reeds bestaand kerkgebouw verbouwd. Dit kerkgebouw werd aan Sint-Trudo gewijd. De abdij had hier een domein en bezat het patronaatsrecht van de kerk, welke de status bezat van quarta capella, afhankelijk van de parochie Peer.
Op 19 november 1608 werd Wijchmaal een zelfstandige parochie. De kerk had één hoofdaltaar en twee zijaltaren. De kerk, gebouwd in mergelsteen, raakte bouwvallig en werd in 1878 gesloopt en vervangen door de huidige kerk, een neoromaans gebouw dat ontworpen was door F.M. Stapper. De gotische toren, uit de 15e eeuw, bleef gespaard. Het ingangsportaal toont neoclassicistische elementen, zoals een fronton. In 1890 werd de toren hersteld en verbouwd onder leiding van Hyacinth Martens, doch in 1940 werd de kerk met één travee vergroot en werd een nieuwe toren gebouwd. Het is een opvallen vierkante toren die drie geledingen toont. Aan de oostzijde bevindt zich een gedenkplaat die verwijst naar de bemanning van het op 31 mei 1942 neergestorte Engelse vliegtuig. Dit werd onthuld in 1991.

## Meubilair
Enkele voorwerpen zijn uit de oude kerk afkomstig, zoals een altaarstuk, voorstellend Onze-Lieve-Vrouw met kind, uit midden 18e eeuw. Diverse gepolychromeerde houden beelden uit de 15e en de 16e eeuw, waaronder een Sint-Antonius Abt (1460-1470) en een Sint-Trudo uit ongeveer 1450. Het orgel van Pereboom & Leijser, afkomstig uit een kerk te Tongeren, stamt uit omstreeks 1860 en is in 1882 in de Sint-Trudokerk geplaatst. Het heeft monumentenstatus sinds 2003.
Tegen de kerk staan enkele vroeg-17e-eeuwse grafkruisen opgesteld.